# Кременевское сельское поселение
Кременевское сельское поселение — муниципальное образование в Пошехонском районе Ярославской области России. 
Административный центр — село Кременово.

## История
Кременевское сельское поселение образовано 1 января 2005 года в соответствии с законом Ярославской области № 65-з от 21 декабря 2004 года «О наименованиях, границах и статусе муниципальных образований Ярославской области», границы сельского поселения установлены в административных границах Вощиковского, Погорельского сельских округов.

## Население
| 2007  | 2010  | 2011  | 2012  | 2013  | 2014  | 2015  |
| ----- | ----- | ----- | ----- | ----- | ----- | ----- |
| 1487  | ↘1421 | ↘1414 | ↗1491 | ↗1503 | ↘1492 | →1492 |
| 2016  | 2017  | 2018  | 2019  | 2020  | 2021  |       |
| ↗1530 | ↘1498 | ↘1485 | ↘1469 | ↘1432 | ↘1175 |       |

## Населённые пункты
В состав сельского поселения входят 42 населённых пункта. 
| №  | Населённый пункт | Тип     | Население | Сельский округ |
| -- | ---------------- | ------- | --------- | -------------- |
| 1  | Бабкино          | деревня | ↘2        | Погорельский   |
| 2  | Бараново         | деревня | ↗7        | Погорельский   |
| 3  | Бобарино         | деревня | ↘7        | Погорельский   |
| 4  | Большая Луха     | деревня | ↘9        | Погорельский   |
| 5  | Вахтино          | деревня | ↘5        | Погорельский   |
| 6  | Вощиково         | деревня | ↗446      | Вощиковский    |
| 7  | Григорово        | деревня | ↘21       | Погорельский   |
| 8  | Демихово         | деревня | ↘18       | Погорельский   |
| 9  | Евсевьево        | деревня | →2        | Вощиковский    |
| 10 | Ильинское        | деревня | →13       | Вощиковский    |
| 11 | Кардинское       | деревня | ↘49       | Вощиковский    |
| 12 | Кладово          | деревня | ↘0        | Вощиковский    |
| 13 | Козицыно         | деревня | ↘3        | Вощиковский    |
| 14 | Кошелево         | деревня | ↘0        | Погорельский   |
| 15 | Кременево        | село    | ↗401      | Погорельский   |
| 16 | Крестцы          | деревня | ↘75       | Погорельский   |
| 17 | Криково          | деревня | ↗10       | Погорельский   |
| 18 | Курочкино        | деревня | ↘0        | Погорельский   |
| 19 | Лапушка          | деревня | ↘4        | Погорельский   |
| 20 | Ляча             | деревня | ↘9        | Вощиковский    |
| 21 | Малая Луха       | деревня | ↘94       | Погорельский   |
| 22 | Мальгино         | деревня | ↘2        | Погорельский   |
| 23 | Нагинское        | деревня | →5        | Погорельский   |
| 24 | Никулино         | деревня | ↘34       | Погорельский   |
| 25 | Обновленское     | деревня | ↗76       | Погорельский   |
| 26 | Окулово          | деревня | →2        | Вощиковский    |
| 27 | Панфилово        | деревня | ↘29       | Погорельский   |
| 28 | Пачеболка        | деревня | ↗16       | Погорельский   |
| 29 | Покров-Кештома   | деревня | →0        | Погорельский   |
| 30 | Пустошка         | деревня | ↗3        | Вощиковский    |
| 31 | Сваруха          | деревня | →8        | Погорельский   |
| 32 | Селища           | деревня | ↘2        | Вощиковский    |
| 33 | Середнево        | деревня | ↘6        | Вощиковский    |
| 34 | Смешково         | деревня | ↗8        | Вощиковский    |
| 35 | Старово          | деревня | ↘9        | Вощиковский    |
| 36 | Сырнево          | деревня | →6        | Вощиковский    |
| 37 | Таргобино        | деревня | ↘8        | Вощиковский    |
| 38 | Тиманово         | деревня | ↘5        | Вощиковский    |
| 39 | Торопихино       | деревня | →3        | Погорельский   |
| 40 | Ульяновское      | деревня | ↘14       | Погорельский   |
| 41 | Юрково           | деревня | ↘6        | Вощиковский    |
| 42 | Юрцино           | деревня | ↘4        | Вощиковский    |